# Otto Reinhold Klette

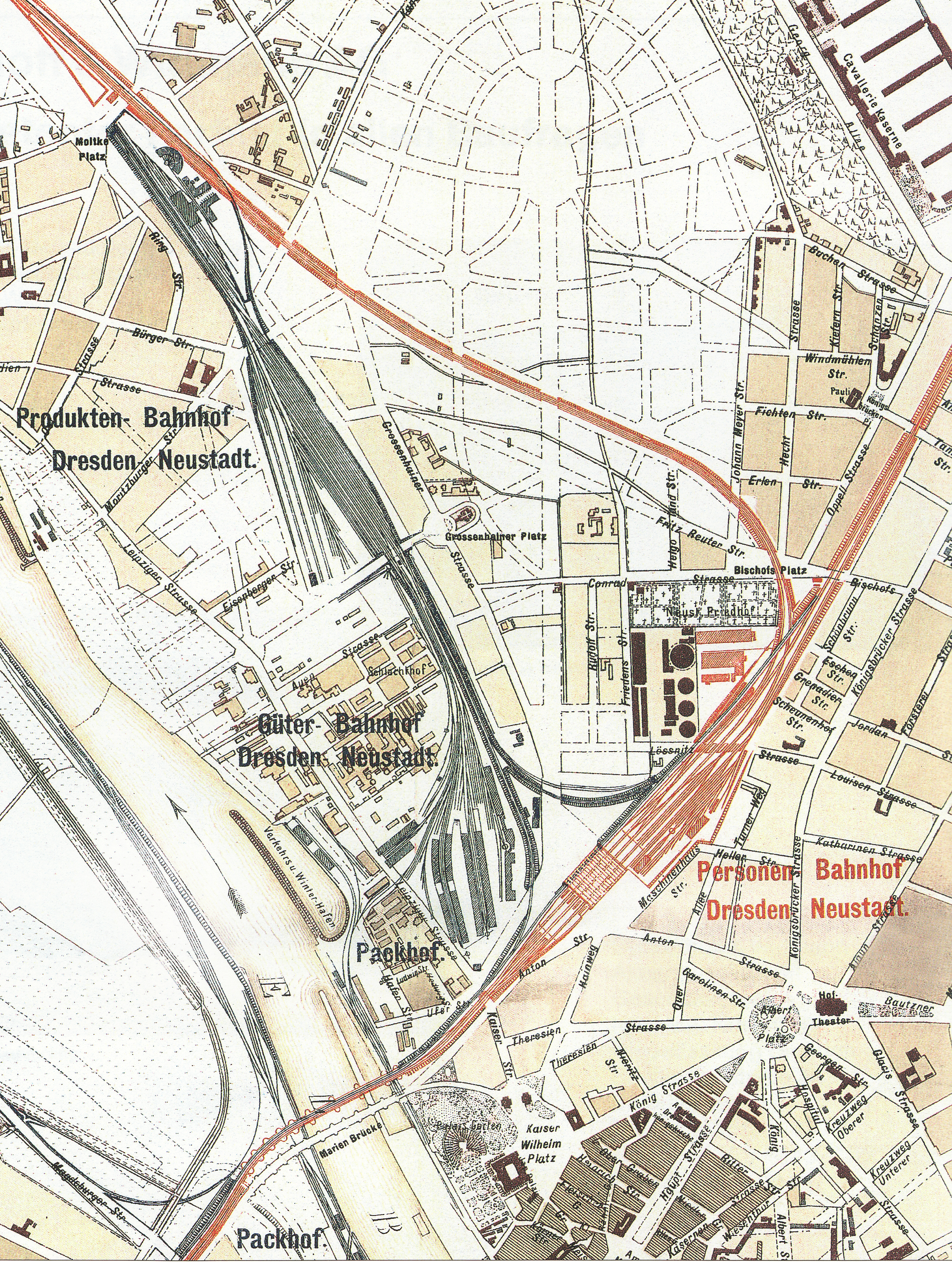
Entwurf Dresden-Neustadt

Otto Reinhold Klette (* 20. Mai 1850 in Dresden; † 8. August 1897 in Klotzsche) war ein deutscher Bauingenieur, Architekt, königlich-sächsischer Finanz- und Baurat und als Vorstand des Technischen Hauptbüros für die Dresdner Bahnhofsbauten maßgeblich verantwortlich für die Umgestaltung der Dresdner Bahnanlagen von 1890 bis 1901.

## Leben und Wirken
Otto Reinhold Klette wurde als Sohn der Familie Karl Louis Klette geboren. Die Familie verarbeitete Rauch- bzw. Rauwaren für die Pelzverarbeitung als Kürschnermeister in der Pelzveredlung und Herstellung mit eigenem Betrieb, später zusätzlich in der Textilreinigung und war königlicher Hoflieferant am sächsischen Hof. Nach dem erfolgreichen Besuch des Gymnasiums folgte ein Studium am Polytechnikum Dresden, dem Vorgänger der Technischen Hochschule. Im Jahr 1872 schloss er als Bauingenieur erfolgreich sein Studium mit Auszeichnung einer Ehrenmedaille ab. Anschließend arbeitete er im sächsischen Finanzministerium, welches unter der Leitung des königlich-sächsischen Geheimen Finanzrat im sächsischen Finanzministerium Claus Köpcke (1831–1911) für den Ausbau des Eisenbahnwesens in Sachsen Verantwortung trug. Am 22. Dezember 1887 beschloss die II. Kammer des sächsischen Landtages nach jahrelangen Verhandlungen und Diskussionen den Bau der Müglitztalbahn als Schmalspurbahn war für die 1. Bausektion im Abschnitt Müglitz Otto Klette der Hauptbauleiter. In den 1880er Jahren begannen die ersten Planungen zur Neugestaltung der Dresdner Eisenbahnanlagen und Otto Klette zum Vorstand des Technischen Hauptbüros für die Dresdner Bahnhofsbauten im sächsischen Finanzministerium berufen. Die Gesamtkonzeption für die Neugestaltung oblag einer weitsichtigen Planungsgruppe unter Leitung von Claus Köpcke, dessen engsten Mitarbeitern zählte der als Gesamtbauleiter wirkende Otto Reinhold Klette. Geplant und realisiert wurden in der Zeit zwischen 1897 und 1903 unter anderem der Umbau der Dresdner Hauptbahnen als Hochbahn, der Aus- und Umbau des Böhmischen Bahnhofs zum Hauptbahnhof, die Zusammenfassung des Schlesischen und des Leipziger Bahnhofs zum neuen Neustädter Personenbahnhof sowie der Bau des Wettiner Personenbahnhofs zwischen Haupt- und Neustädter Bahnhof. Klette war auch maßgeblich an der Projektierung, Planung und Ausführung an der Hafenbrücke, Blauen Wunder, Riesaer Elbbrücke und weiteren Stahlbauten in Sachsen federführend durch das Büro als engster Mitarbeiter von Claus Köpcke beteiligt. Otto Klette, welcher am 8. August 1897 in Klotzsche bei Dresden verstarb, erlebte die Fertigstellung aller Dresdner Bahnhofsneubauten nicht mehr. Er wurde auf dem St. Pauli-Friedhof  in Dresden begraben.